# آهنگ اول
آهنگ اول (انگلیسی: Song One) یک فیلم درام آمریکایی محصول سال ۲۰۱۴ میلادی است که توسط کیت بارکر-فرویلند نوشته و کارگردانی شده‌است. فیلم نخستین کارگردانی مستقل او محسوب می‌شود. در این فیلم بازیگرانی همچون ان هتوی، مری استینبورگن و جانی فلین به ایفای نقش پرداخته‌اند. نخستین بار در جشنواره فیلم ساندنس به نمایش درآمد.